# 同春市場
同春市場（越南语：／?）是一座位於越南河内市還劍郡的大型批發市場，原建築由法國殖民政府興建，在1889年落成。同春市場在1994年7月14日幾乎被一場火災摧毀，之後進行過多次修復工程。這座市場是河內市面積最大的室內市場，批發商會在這裏售賣服裝、家庭用品、食品等商品。

## 歷史

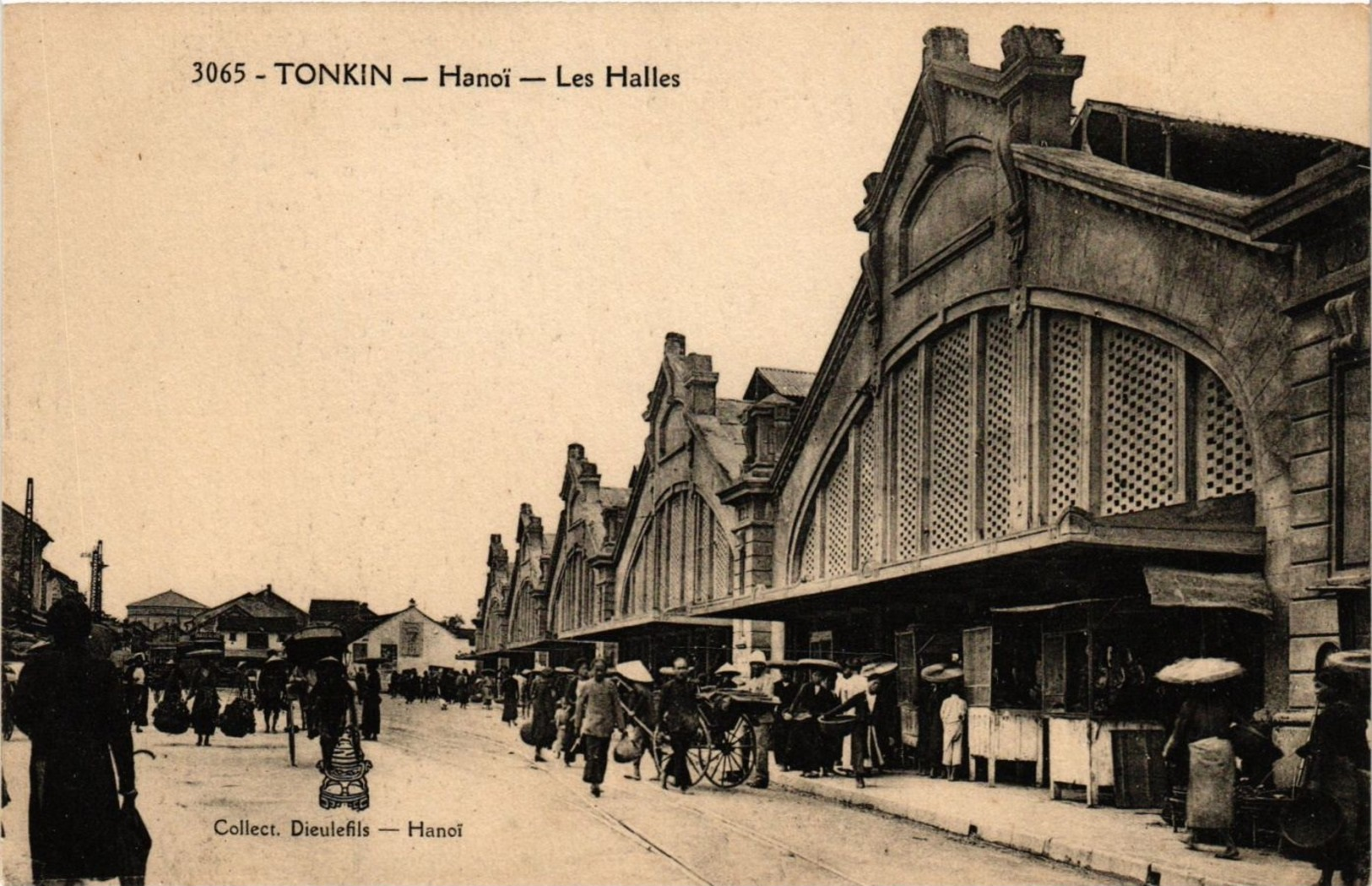
法屬時期明信片中的同春市場

18世紀中後期的河內古街區設有兩座市集，一座位於馬行街，一座位於糖行街。後來法國殖民政府在1889年下令興建同春市場，原來的兩座舊市集也在新市場啟用的同時遭到清拆。同春市場和附近的龍編橋（1902年竣工）一樣，都是法國殖民政府在這段時期興建的重要建築。這座市場佔地6500平方米，屋頂以法國承包商普安薩爾·韋雷 （Poinsard Veyret）提供的鍍鋅波形鐵搭建而成；在位置上位於還劍湖以北600米處，仍然是古街區的一部分。市場最矚目的特徵就是前方的五道拱門，每道拱門高19米，闊25米。1947年法越戰爭剛剛展開的時候，越盟軍隊曾經在2月14日和法軍進行了一場激烈的戰鬥，當時的戰場就是同春市場一帶。到了2005年，為了紀念這場戰鬥，越南政府在同春市場正門樹立了一座紀念碑。
同春市場在1994年7月14日發生了一次嚴重火災，幾乎把整個市場毀於一旦；火災造成的經濟損失達到450萬美元。事後同春市場已經按照原來的建築式樣在1994年至1996年期間完成重建工作；截至2000年代，這座市場仍然是河內面積最大的室內市場。市場所在的坊（越南三級行政區）也叫同春坊，同春坊從事商業活動的家庭佔總數的50%以上，是河內市經濟活動較為活躍的地區。

## 活動

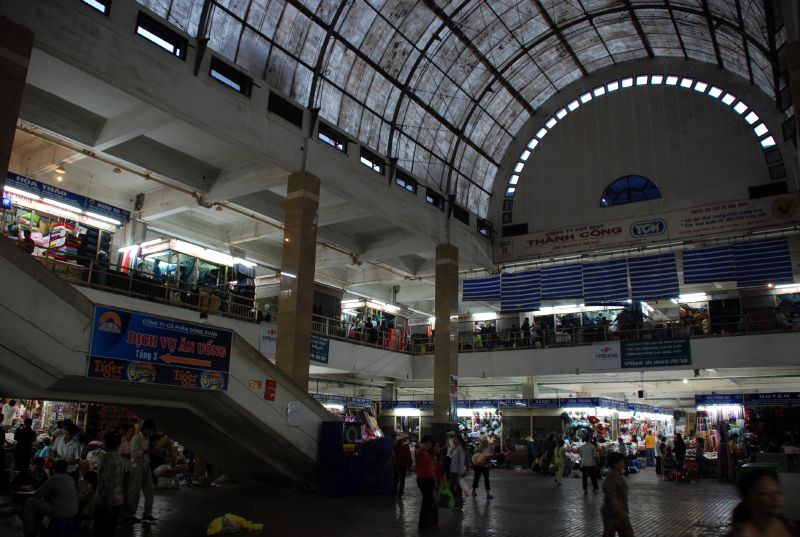
同春市場的內部環境

由同春股份公司（Công ty cổ phần Đồng Xuân）管理的同春市場樓高三層，設有由批發商和小商戶開設的攤檔，售賣的貨品包括服裝、日用品等。市場後方還設有售賣食物的攤檔，顧客可以在這裏購買蔬果、肉類、越南特色食物等各類食材。同春市場是河內市規模最大的批發市場，卻出現了售賣冒牌貨、環境污染之類的問題。河內市進行的調查顯示，同春市場繁忙的交易活動所產生的污染可能危害到附近地區居民的健康。
同春股份公司在2003年東南亞運動會舉行期間在同春市場開設夜市，希望夜市能夠成為旅遊景點。在這裏，遊人既可以選購紀念品、手工藝品、傳統食物，也可以欣賞歌籌、嘲劇、京族獨弦琴、盲人歌之類的文藝表演，令這些傳統藝術的表演者可以發揮所長。所以，在保育、推廣越南傳統文化這方面來說，同春夜市的成效是很高的。為了擴大同春夜市的規模，從2004年10月起，位於同春市場前方的街道——同春街（phố Đồng Xuân）會在週五、六、日晚上改為步行街，這樣遊人就可以在行人專用區購買價錢廉宜的小商品。
除了交易活動，同春市場也是旅客經常到訪的景點。旅客可以在這裏購買禮品和伴手禮，送禮、自用都可以。在2016年參觀同春市場的旅客人次達到40萬；營運商已經組建了一個小組，協助旅客參觀和購物，並保障旅客的安全。

## 外部連結
- 同春股份公司官方網站 （页面存档备份，存于）